# 관코박쥐아과
관코박쥐아과(Murininae)는 애기박쥐과에 속하는 박쥐 아과의 하나이다. 동아시아와 남아시아, 동남아시아, 오스트레일리아에서 발견되는 20여 종 이상의 박쥐를 포함하고 있다.

## 특징
몸길이는 33~75mm이고 꼬리 길이는 30~55mm이다. 몸무게는 3~20g이다.

## 생태
구릉 지대에서 서식하기도 하고, 대부분의 박쥐처럼 야행성 동물이다. 낮 동안에는 카다멈 잎 아래 또는 동굴 속에서 작은 무리를 지어 잠을 잔다. 밤에는 먹이를 찾는 활동을 하며 주로 땅 바로 위를 비행한다. 대부분의 먹이는 곤충으로 추정된다.

## 하위 분류
- 관코박쥐속 (Murina)
- 하르피올라속 (Harpiola)
- 털날개박쥐속 (Harpiocephalus)

## 계통 분류
다음은 애기박쥐과의 계통 분류이다.

|  | 관코박쥐아과   |
|  |                |
|  | 멋쟁이박쥐아과 |
|  |                |

|  | 윗수염박쥐아과 |
|  |                |
|  | 애기박쥐아과   |
|  |                |

|  | 관코박쥐아과   |
|  |                |
|  | 멋쟁이박쥐아과 |
|  |                |

|  | 윗수염박쥐아과 |
|  |                |
|  | 애기박쥐아과   |
|  |                |

|  | 관코박쥐아과   |
|  |                |
|  | 멋쟁이박쥐아과 |
|  |                |

|  | 윗수염박쥐아과 |
|  |                |
|  | 애기박쥐아과   |
|  |                |

|  | 관코박쥐아과   |
|  |                |
|  | 멋쟁이박쥐아과 |
|  |                |

|  | 윗수염박쥐아과 |
|  |                |
|  | 애기박쥐아과   |
|  |                |